# Timelaea
Timelaea es un género de lepidópteros de la familia Nymphalidae. Es originario del este de Asia.

## Especies
- Timelaea maculata
- Timelaea albescens
- Timelaea aformis
- Timelaea radiata
- Timelaea nana